# Observatoire des usages de l'Internet
L’observatoire des usages de l'internet (OUI) fut au départ une association basée à Montpellier qui avait pour objectif l’étude et le partage d’expérience des usages de l’Internet. Elle fut créée en 1998 par Michel Elie et un groupe de personnes qualifiées dans le domaine des nouvelles technologies et impliquées dans l’économie solidaire. L'objectif finale de la OUI est de constituer un réseau mondial d'observatoires de l'Internet.
L'intitulé Observatoire des usages d'Internet répondant toujours à l'acronyme O.U.I. fut repris par la suite par la société anonyme Médiamétrie, qui produit chaque mois des indicateurs de référence permettant d'étudier la taille et le profil de la population internaute et non-internaute en France, de déterminer les critères d'accès à Internet : lieux d’accès, type de connexion à domicile ... de mesurer les grands usages de l'Internet : vidéo sur Internet, messagerie instantanée, musique en streaming, jeux en ligne, etc.